# Ribno
Ribno é uma vila localizada no município de Bled na Eslovênia. Possuía uma população estimada de 612 habitantes em 2020.